# Liste der Monuments historiques in Dommartin-Varimont
Die Liste der Monuments historiques in Dommartin-Varimont führt die Monuments historiques in der französischen Gemeinde Dommartin-Varimont auf.

## Liste der Objekte
| Bezeichnung | Beschreibung | Standort                                                        | Kennzeichnung | Schutzstatus | Datum | Bild |
| ----------- | --- | --------------------------------------------------------------- | ------------- | ------------ | ----- | ---- |
| Kruzifix    | Holz, 17. Jahrhundert | Dommartin-sur-Yèvre, in der Kirche Nativité-de-la-Vierge (Lage) | PM51002274    | Classé       | 1     |      |
| Altar       | Altartisch; Holz, farbig gefasst und vergoldet, 18. Jahrhundert; in der Kirche Conversion-de-St-Paul in Épense aufgestellt | Varimont, in der Kirche St-Nicolas (Lage)                       | PM51002275    | Classé       | 1975  |      |